# Раковник при Шентруперту
Раковник при Шентруперту (словен. Rakovnik pri Šentrupertu) је насељено место у општини Шентруперт, регија Југоисточна Словенија, Словенија.

## Историја
До територијалне реорганизације у Словенији био је у саставу старе општине Требње.

## Становништво
У попису становништва из 2011. године, Раковник код Шентруперта је имао 120 становника.
| Број становника према пописима | Број становника према пописима | Број становника према пописима |
| ------------------------------ | ------------------------------ | ------------------------------ |
| 1991                           | 2002                           | 2011                           |
| 113                            | 108                            | 120                            |

Напомена: До 1953. исказивано под именом Раковник. Године 2003. умањено за делове насеља који су припојени насељима Лог и Острожник (Мокроног-Требелно) и Словенска вас, а исте године увећано за делове издвојене из насеља Лог и Острожник (Мокроног-Требелно) и Словенска вас. Године 2009. извршена је мала размена територија између насеља Пушчава (Мокроног-Требелно) и Раковник при Шентруперту.